# Gojoseon
Gojoseon o Antico Joseon (고조선?, 古朝鮮?, GojoseonLR, KochosŏnMR; pronunciato [kodʑosʰʌn]), traducibile come "antico paese del fresco mattutino", è uno stato che si formò nella regione nord-occidentale dell'attuale Corea. Le prime nozioni su di esso sono scritte negli annali cinesi: ci si riferisce agli abitanti della penisola di Liaodong con il nome di Liaotung e a quelli della Corea settentrionale come Dong-yi (barbari orientali). Discendenti delle popolazioni originarie della Siberia, essi si insediarono nella penisola coreana dando vita alla prima forma di stato, anche se ancora di impronta tribale.

## Mito della fondazione
È impossibile dare una fisionomia ed una cronologia certa a quello che viene tradizionalmente indicato come "Antico" Joseon per distinguerlo dalla successiva dinastia Joseon. Le fonti sono infatti incongruenti tra loro o non sono costituite altro che da leggende.

### Mito di Dangun
Il fondatore dello Stato di Gojoseon, Dangun, sarebbe il mitico progenitore della stirpe coreana, vissuto intorno al 2333 a.C. Secondo la leggenda, il Signore dei Cieli, Hwanin, ebbe un figlio di nome Hwanung, che discese sulla montagna Baitou dove fondò la città di Shinshi. In seguito sposò un'orsa trasformatasi in donna, Ungnyeo, che partorì Dangun. Quest'ultimo ed i suoi successori avrebbero inaugurato quindi la prima era di Gojoseon, in un territorio non esplicitamente menzionato, ma che generalmente viene fatto coincidere approssimativamente con la Corea settentrionale. Dangun avrebbe fondato Gojoseon attorno al 2333 a.C., stando a quanto riportato da Samguk Yusa, Jewang Ungi, Dongguk Tonggam e Annali della dinastia Joseon. Le date differiscono tra loro, ma concordano a far convergere gli avvenimenti durante il regno del mitico Imperatore Yao (2357 a.C.? – 2256 a.C.?). Il Samguk Yusa dice che Dangun ascese al trono durante il cinquantesimo anno di Yao, il Sejong Sillok riporta il primo anno, e il Dongguk Tonggam il venticinquesimo.
Sebbene la storia di Dangun venga riconosciuta come mito, si crede sia una sintesi dei fatti storici che hanno portato alla nascita di Gojoseon.

### Mito di Gija
Gija (cinese: Jizi) era un saggio cinese che, fuggito nella penisola coreana durante la caduta degli Shang, avrebbe ricevuto in dono dal re della dinastia degli Zhou (1122 - 256 a.C.) un territorio denominato dalle fonti Chaoxian (Joseon in coreano), nel quale avrebbe regnato indipendentemente dalla Cina; lo Shiji di Sima Qian afferma al riguardo:
In passato, le Cronache dei Tre Regni ammettevano l'esistenza dello stato fondato da Gija, denominato "Gija Joseon", e il Dongsa Gangmok del 1778 descriveva l'attività e i contributi del saggio a Gojoseon. Il Libro degli Han, nella sezione geografica dello Dilizhi, riporta la venuta nel territorio di Joseon da parte di Gija, che insegnò alla popolazione locale gli otto regolamenti, l'allevamento dei bachi da seta e l'etichetta, ovvero il li. Nella Corea pre-moderna, Gija rappresentò la civilizzazione cinese, e fino al XII secolo i coreani credettero che re Dangun avesse concesso allo stato un popolo e una cultura di base, poi sviluppata grazie a Gija. Tuttavia, in età moderna si è ridimensionato il ruolo di Gija al punto da arrivare quasi a cancellarlo. Molti studiosi coreani ritengono che il suo rapporto con Gojoseon sia soltanto una fabbricazione cinese e non abbia nulla a che fare con l'antico stato coreano, e negano l'esistenza di Gija Joseon per varie ragioni, principalmente per le prove archeologiche contraddittorie. Si fa inoltre notare che né gli Annali di bambù né i Dialoghi di Confucio, le prime opere a menzionare Gija, parlano del suo trasferimento a Gojoseon. I Dialoghi riportano Gija solamente come un saggio ingiustamente imprigionato sotto l'ultimo monarca della dinastia cinese degli Shang/Yi. Altri dubbi non vengono nemmeno fugati dalle fonti: non viene infatti spiegato quale estensione avrebbe avuto Joseon, se il "Chaoxian" di Gija fosse davvero il territorio indicato come "Gojoseon", e se esistesse già uno Stato di Joseon prima dell'arrivo di Gija, oppure se sia sua la responsabilità di aver raggruppato la popolazione barbara in uno Stato unitario.

## Storia
Gojoseon compare per la prima volta negli annali storici del primo VII secolo a.C., che lo posizionano sulla baia di Bohai identificandolo come uno dei partner commerciali dello stato cinese di Qi. Lo Zhan Guo Ce, lo Shan Hai Jing e lo Shiji parlano di Antico Joseon come di una regione, ma lo Shiji inizia a chiamarlo "stato" dal 195 a.C..
Entro il IV secolo a.C., Gojoseon fu il più avanzato degli stati sorti nella sua stessa area e ne unificò alcuni tramite conquiste o alleanze. Di pari passo con la sua evoluzione, si approfondirono anche il titolo e le funzioni del suo capo, che iniziò ad essere definito "re" (Han). Le cronache del tempo menzionano ostilità tra lo stato feudale della Cina settentrionale e il regno "confederato" di Gojoseon, in particolare un piano per attaccare il vicino Stato di Yan oltre la frontiera del fiume Liao. Il confronto portò al declino e infine alla sconfitta di Gojoseon, descritto da Yan come "arrogante" e "crudele". L'antico stato appare però anche prospero, con una struttura sociale complessa, comprendente una classe di guerrieri a cavallo che contribuirono alla sua espansione a nord. Con Yan sussistevano però anche scambi commerciali: al riguardo sono stati rinvenuti nella zona di Pyongyang alabarde risalenti al 222 a.C. e monete utilizzate nello Stato di Yan, sulla cui superficie sono incisi degli ideogrammi cinesi. Intorno al 300 a.C., Gojoseon perse territori occidentali importanti durante la guerra contro Yan: ciò indica che Gojoseon era uno stato abbastanza esteso da poter ingaggiare una guerra e sopravvivere alla perdita di 2000 lǐ (800 chilometri) di territorio. Più o meno in questo periodo si ritiene inoltre che la capitale sia stata spostata nella zona della successiva Pyongyang.
L'ultimo periodo che tradizionalmente chiude l'era di Gojoseon è quello segnato dalla venuta di Wiman nella penisola coreana. La storiografia dà a questo Stato il nome di "Wiman Joseon" (per differenziarlo dalle epoche precedenti, rispettivamente ricordate come "Dangun Joseon" e "Gija Joseon"). Secondo quanto riporta il Sanguo zhi, Wiman, uomo d'armi presumibilmente di origine cinese, trovò rifugio presso la tribù dei barbari Xiongnu dopo la sua fuga da Yan, che intanto fronteggiava i tumulti causati dalle sollevazioni di Chen Sheng e Xiang Yu. Mossosi verso la penisola coreana con al seguito un manipolo di barbari Xiongnu, dovette confrontarsi con i sospetti dell'ultimo re della stirpe di Gija, Jun, il quale vedeva Wiman ed il suo esercito come una potenziale minaccia per Gojoseon. Wiman, però, lo rassicurò affermando che la sua unica volontà era quella di creare uno Stato cuscinetto tra il regno di Yan e l'Antico Joseon, dove avrebbero potuto trovare rifugio quei cinesi desiderosi di allontanarsi dalla situazione di caos in cui versava l'Impero. Con questo pretesto ed il nullaosta di Jun, Wiman si avvicinò a Joseon per poi attaccarlo e conquistarlo tra il 194 e il 180 a.C., diventandone il re. Jun poi fuggì a sud della penisola coreana, dando vita allo stato di Jin.
Il regno di Wiman durò poco meno di un secolo e gli succedette suo nipote Ugeo. Nel 109 a.C., prese il via un conflitto tra Gojoseon e gli Han quando Ugeo rifiutò agli ambasciatori di Jin di arrivare in Cina passando per Gojoseon. L'imperatore Wu inviò l'ambasciatore She He per negoziare il diritto di passaggio, ma Ugeo lo rimandò indietro insieme ad un generale. Giunti al confine con lo stato di Han, She uccise il generale e dichiarò di aver sconfitto Joseon in battaglia; ignaro dell'inganno, l'imperatore lo nominò comandante della comanderia di Liaodong. Re Ugeo, offeso, mandò degli uomini e fece uccidere She. In risposta, l'imperatore Wu commissionò un attacco su due fronti, via terra e via mare, contro Joseon. Inizialmente incapaci di coordinarsi, le due forze cinesi subirono ingenti perdite, ma, una volta unite, nel 108 a.C. conquistarono la capitale di Joseon.
Con la fine del regno di Wiman Joseon e la formazione delle quattro comanderie di Han (108 a.C.-313 d.C.), termina anche il periodo Gojoseon.

## Cultura
La popolazione contadina viveva in comunità, probabilmente organizzata in clan familiari. In tutta la penisola sono stati rinvenuti capanni rettangolari e dolmen sempre più grandi a scopo di sepoltura, oltre a pugnali, specchi di bronzo e le prove dell'esistenza di piccole città-stato murate. I dolmen e i pugnali di bronzo trovati nell'area sono unicamente coreani e impossibili da trovare in Cina.
Intorno al 2000 a.C. si diffuse una nuova cultura della ceramica, ora dipinta e cesellata. Tra il 1500 e il 300 a.C. (periodo della ceramica Mumun), ceramiche grezze e lisce sostituirono il precedente modello decorato a pettine, probabilmente come risultato dell'insediamento in Corea delle popolazioni provenienti da Manciuria e Siberia. Questo tipo di ceramica è più spessa e dalle forme più diversificate, a testimoniare i miglioramenti delle fornaci. Questo periodo è a volte chiamato "età coreana del bronzo", ma oggetti in questo materiale sono stati relativamente rari e regionalizzati fino al VII secolo a.C.
La coltivazione del riso si diffuse in Corea dalla Cina e dalla Manciuria tra il 1200 e il 900 a.C. Si coltivavano anche cereali autoctoni come miglio e orzo, e si addomesticava il bestiame.
L'inizio dell'età del bronzo si colloca solitamente al 1000 a.C., ma le stime spaziano dal XIII secolo a.C. all'VIII secolo a.C.. Nonostante la cultura del bronzo derivi da Liaoning e Manciuria, mostra tipologie e stili unici, soprattutto negli oggetti rituali. Nel VII secolo a.C. fiorì in tutta la penisola una cultura del bronzo proveniente da Manciuria, Mongolia orientale, Siberia e Scizia: i bronzi coreani però contennero più zinco. I manufatti forgiati con questo metallo si trovano più frequentemente nelle tombe e sono principalmente spade, lance, pugnali, campanelle e specchi decorati con motivi geometrici. Lo sviluppo di Gojoseon sembra essere collegato proprio all'adozione del bronzo. La singolarità della cultura coreana de bronzo trova l'espressione più nota nel "pugnale a forma di mandolino" (비파형동검?, 琵琶形銅劍?, Bipahyeongdong-geomLR), ritrovato in Manciuria, Hebei e Liaoning, suggerendo che Gojoseon dominasse in queste aree. Infatti, il pugnale a mandolino coreano è diverso da qualsiasi altro manufatto scoperto in Cina.
I dolmen megalitici compaiono nella penisola coreana e in Manciuria tra il 2000 e il 400 a.C. Intorno al 900 a.C., le pratiche di sepoltura diventano più elaborate, un riflesso della crescente stratificazione sociale. Le goindol, le tombe a dolmen di Corea e Manciuria, erano formate da pietre verticali che sostenevano una lastra orizzontale, e sono più numerose in Corea che nel resto dell'Asia orientale. Nuove forme di sepoltura introdotte sono le "cisti di pietra" (camere sotterranee riempite di pietre) e bare di terracotta. Gli oggetti di bronzo, le ceramiche e gli ornamenti di giada recuperati da dolmen e cisti di pietra indicano che queste tombe erano riservate alle classi più alte. Intorno al VI secolo a.C., manufatti color rosso brunito, fabbricati con una fine argilla ricca di ferro e caratterizzati da una superficie liscia e brillante, appaiono nelle tombe a dolmen; quest'argilla venne usata anche per ciotole e tazze.
Intanto, lo stato di Jin occupò la Corea meridionale. Qui, entro il II secolo a.C., iniziò ad essere fuso il ferro, introdotto in Corea dallo stato di Yan. Secondo gli annali cinesi, il ferro proveniente dal letto del Nakdong meridionale era molto prezioso in tutta la penisola e in Giappone.

## Sovrani
- Dangun di Gojoseon (2333 a.C.-?)
- Bu di Gojoseon (circa III secolo a.C.)
- Jun di Gojoseon (?–194 a.C.)
- Wiman di Gojoseon (194 a.C.-?)
- Ugeo di Gojoseon (circa ?–108 a.C.)